# Robert Pogue Harrison
Robert Pogue Harrison (Smirne, 1954) è professore di Letteratura presso la Stanford University ed è membro della American Academy of Arts and Sciences dal 2007.

## Biografia
I suoi primi studi si sono occupati di Dante, in particolare della Vita Nuova. 
Harrison ha poi approfondito lo studio dei simboli delle immagini e della letteratura occidentali in diversi saggi alcuni dei quali sono stati tradotti in lingua italiana.

## Opere
- The Body of Beatrice, (Johns Hopkins University Press, 1988).
- Foreste (Garzanti Editore), 1995.
- Roma, la pioggia. A cosa serve la letteratura (Garzanti Editore), 1995, racconti.
- Il dominio dei morti (Fazi Editore), 2004.
- Giardini. Riflessioni sulla condizione umana (Fazi Editore), 2009.
- L'era della giovinezza (Donzelli Editore), 2016.